# Edoardo Alaimo
Edoardo Alaimo (ur. 8 stycznia 1893 w Palermo, zm. 13 marca 1962 w Meksyku) – szermierz (szablista i florecista) reprezentujący Włochy, uczestnik letnich igrzysk olimpijskich w 1912 roku.